# 덕주사
덕주사(德周寺)는 대한민국 충청북도 제천시의 한수면 월악산 덕주골에 위치해있는 말사이다. 덕주사는 
신라의 마지막 임금 경순왕이 고려에 항복하자 이에 반발하며 금강산으로 들어가던 마의태자의 누이 덕주공주가 건립하였다고 하나 한국 전쟁 때 불타고 지금은 절터만 남아 있다. 정확한 사료가 없어 창건자와 창건연대는 알려져 있지 않다.
불설아미타경(佛說阿彌陀經) 등을 간행했다.

## 같이 보기
- 한국의 사찰 목록 (가나다순)
- 제천 덕주사 마애여래입상
- 동해 삼화사 소장 덕주사본 천지명양수륙재의찬요
- 제천 덕주사 석조약사여래입상